# Lithocarpus garrettianus
Lithocarpus garrettianus är en bokväxtart som först beskrevs av William Grant Craib, och fick sitt nu gällande namn av Aimée Antoinette Camus. Lithocarpus garrettianus ingår i släktet Lithocarpus och familjen bokväxter. Inga underarter finns listade.